# Аккарайпатту-8/1
Грама Ніладхарі Аккарайпатту-8/1 (№ AV/10) — Грама Ніладхарі підрозділу ОС Алаядівембу, округ Ампара, Східна провінція, Шрі-Ланка.

## Демографія
| Населення (2007) | Населення (2007) | Населення (2007) | Населення (2007) | Населення (2007) |
| Населення        | Чоловіки         | Жінки            | Діти             | Дорослі          |
| ---------------- | ---------------- | ---------------- | ---------------- | ---------------- |
| 570              | 299              | 271              | 164              | 406              |